# Physalis latiphylla
Physalis latiphylla är en potatisväxtart som beskrevs av Umaldy Theodore Waterfall. Physalis latiphylla ingår i släktet lyktörter, och familjen potatisväxter. Inga underarter finns listade i Catalogue of Life.